# Château d'Épinac
Le château d'Épinac est situé sur la commune d'Épinac en Saône-et-Loire, sur la pointe du plateau, en avant du bourg. Il domine de sa haute silhouette la large vallée de la Drée.

## Description
Du château de Nicolas Rolin, il reste deux corps de logis et deux des quatre tours. Les corps de logis, dont les combles sont très élevés, forment entre eux un angle sur lequel fait saillie une échauguette. Au Nord Ouest, le logis se termine par une massive tour carrée en pierres, haute de quatre étages. Au Sud Est, une tour carrée, plantée de biais, flanque la construction. Elle devait servir d'entrée et commander le pont-levis. La tourelle polygonale contient un escalier. Les fossés n'existent plus, mais, au-delà des terrasses et jardins, subsiste une partie de la vaste enceinte polygonale.
Le château est une propriété privée et ne se visite pas.

## Historique

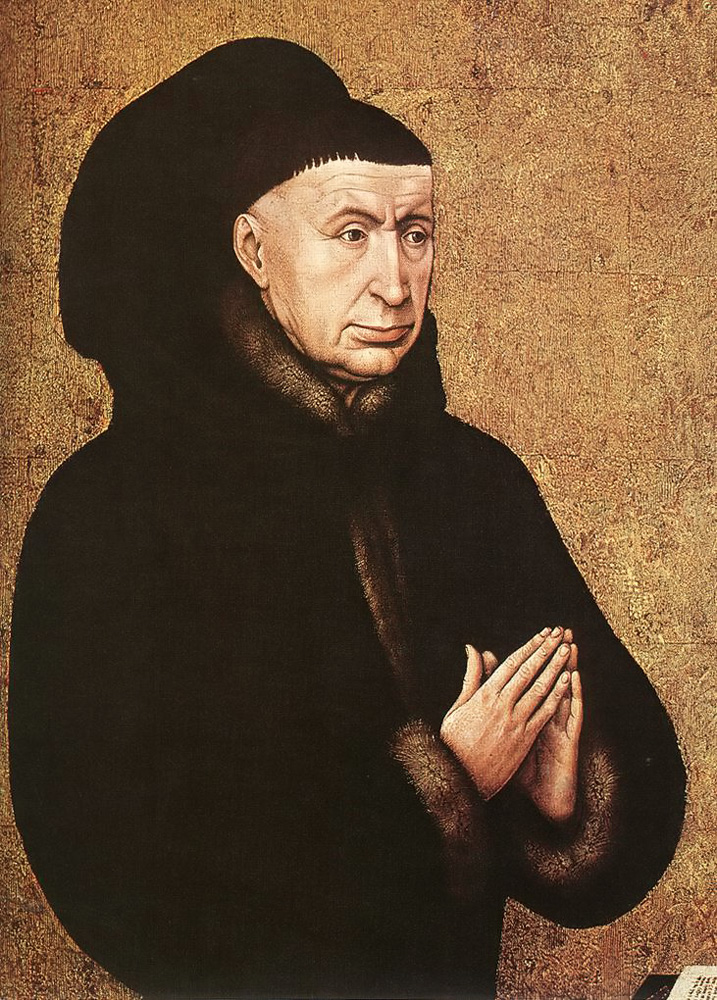
Nicolas Rolin par Rogier Van der Weyden
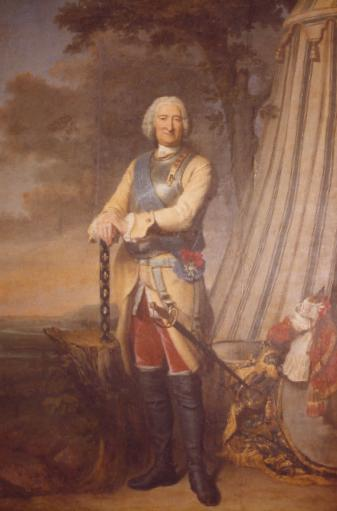
Gaspard de Clermont-Tonnerre

- 1209 : première mention de la seigneurie dont l'ancien nom était Monétoy ou Monestoy
- 1326 : il est fait mention d'une maison forte[2]
- 1396 : le dernier de la lignée, Hugues de Monétoy, périt à Nicopolis
- 1430 : Pierre de Bauffremont vend la terre à Nicolas Rolin, chancelier du duc Philippe le Bon, qui fait exécuter des réparations et d'importantes reconstructions et dont les descendants vont rester possesseurs du château
- 1630 : le château passe, par héritage,  dans la famille de Pernes
- 1656 : Louis II de Pernes fait substituer, par lettres patentes, le nom d'Épinac à celui de Monétoy
- 1641 : par héritage il entre dans la Maison de Clermont
- 1734 : le maréchal Gaspard de Clermont-Tonnerre, seigneur d'Épinac, fait les premières recherches de houille, qui vont amener à l'établissement d'une verrerie
- 1794 : le fils du précédent, Jules Charles Henri de Clermont-Tonnerre est guillotiné; les domaines sont confisqués, démembrés et vendus
- quelque temps après, alors que deux tours avaient été détruites, Samuel Blum, ayant entrepris de développer l'industrie d'Épinac, acquiert les restes et arrête la destruction
- XXe siècle : le château, morcelé en plusieurs habitations et assez délabré, est restauré

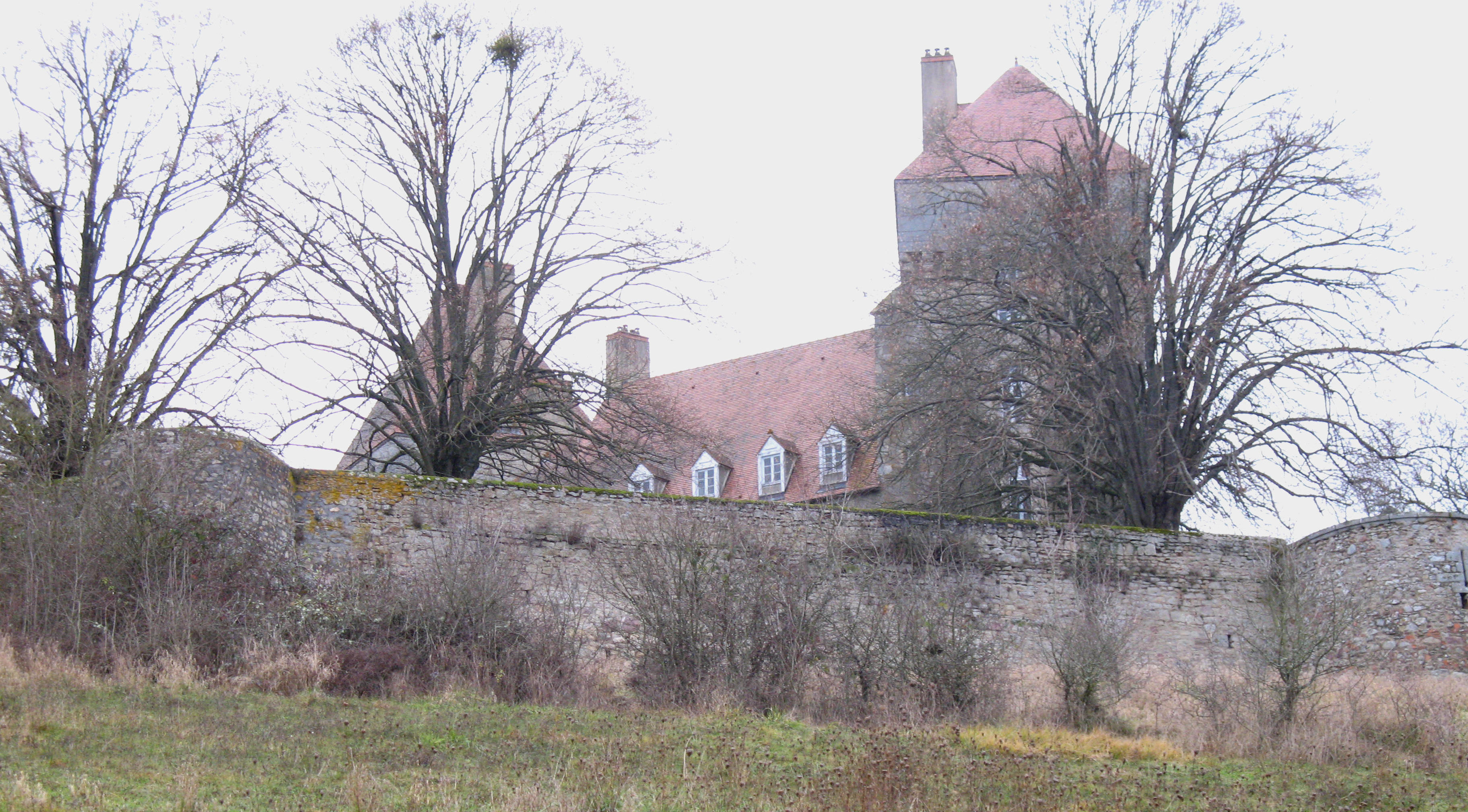
Enceinte polygonale.
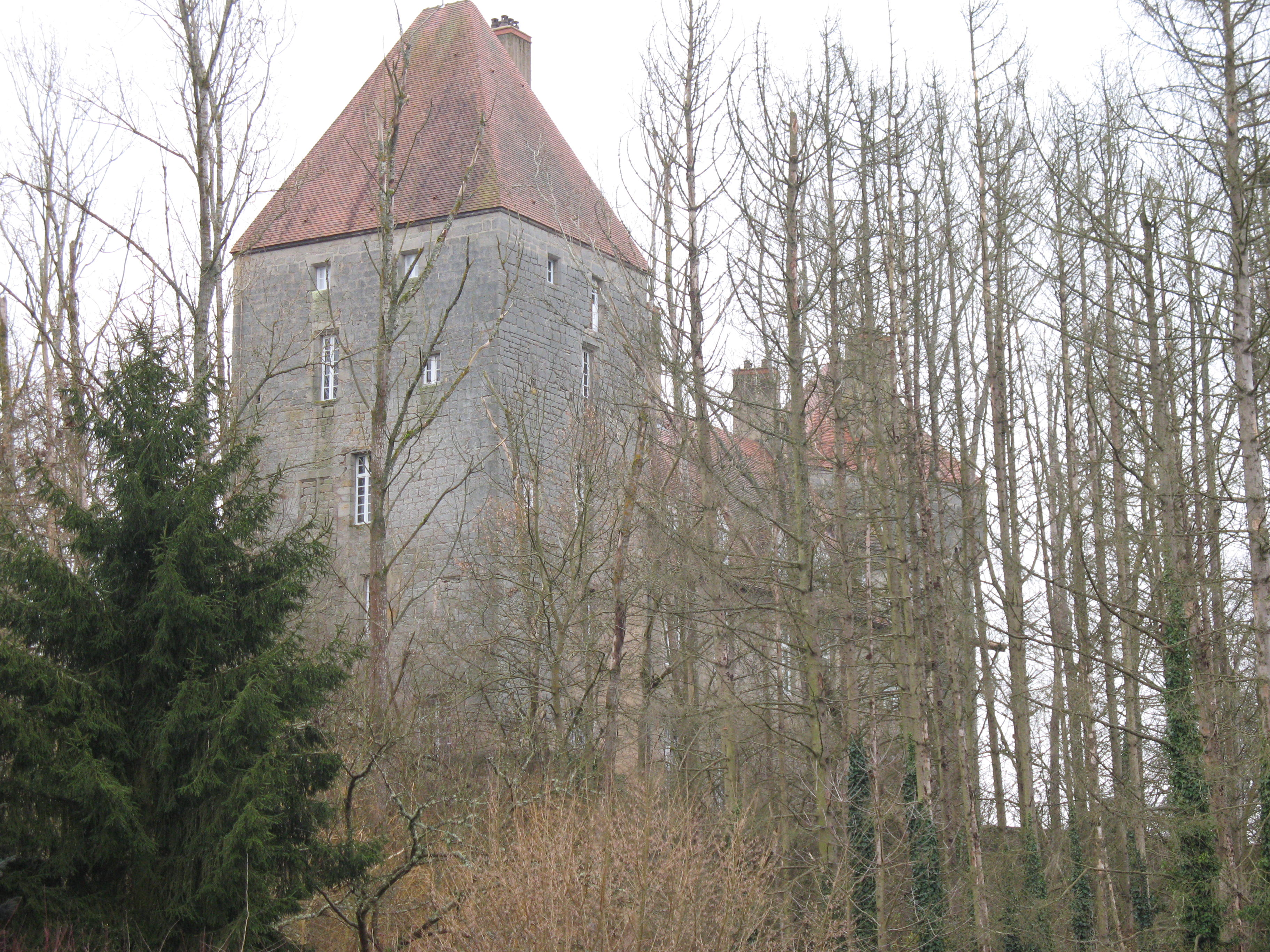
Tour carrée.
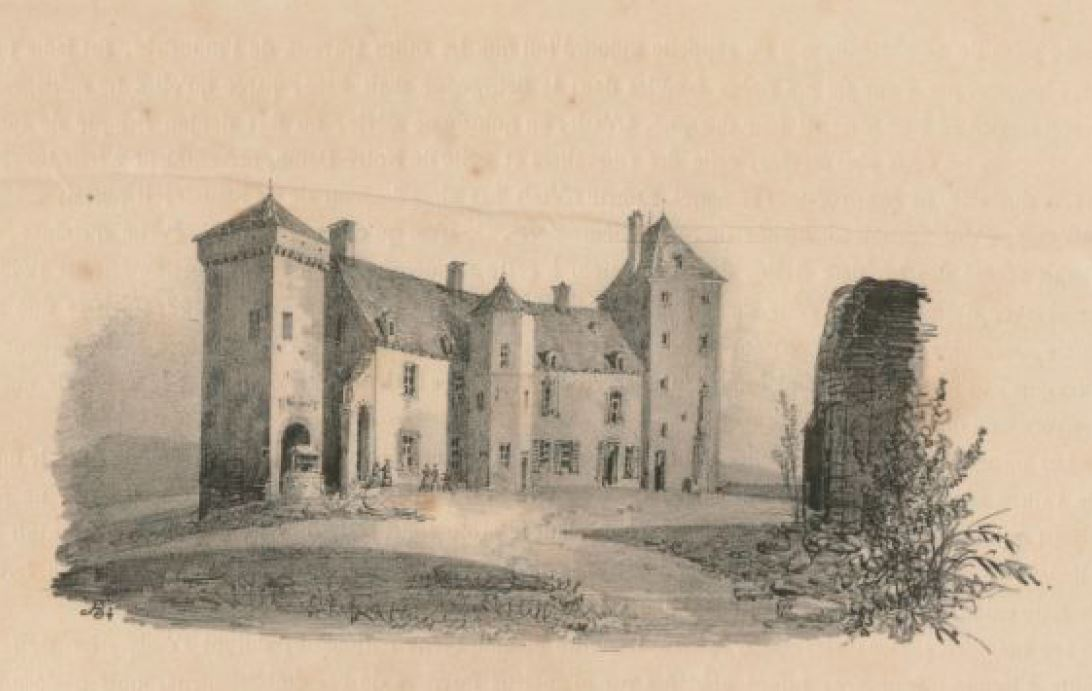
Dessin de 1835.
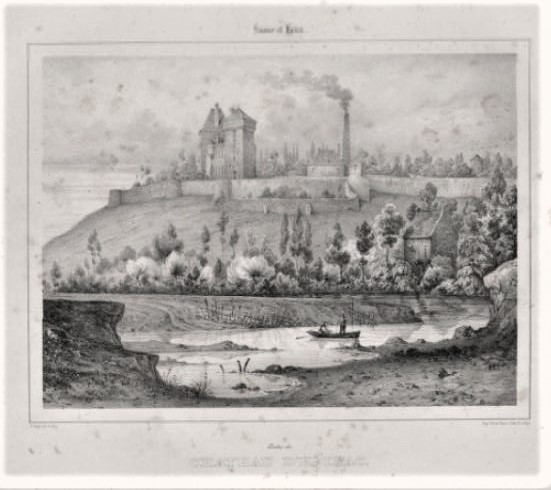
Vue panoramique, Voyage pittoresque en Bourgogne ou Description historique et vues des monuments antiques, modernes et du Moyen âge.... deux Parties, sous la direction de Charles-Hippolyte Maillard de Chambure, Gabriel Peignot, Émile Sagot et Boudot, Éditeur : Vve Brugnot, 1835.